# Trattati di Togoville
I Trattati di Togoville furono degli accordi diplomatici firmati a Togoville nel sud del Togo il 5 luglio 1884. Gli accordi, firmati dopo il Congresso di Berlino tra l'esploratore tedesco Gustav Nachtigal e il capo delle tribù locali Mlapa III, consegnarono alla Germania la zona costiera tra il Benin francese e la Costa d'Oro britannica (oggi Ghana). La nuova colonia venne chiamata Togoland, dal nome della città nel quale vennero stipulati gli accordi.